# The Circular Staircase (film)
The Circular Staircase è un film muto del 1915 diretto da Edward J. Le Saint.

## Produzione
Il film fu prodotto dalla Selig Polyscope Company.

## Distribuzione
Distribuito dalla General Film Company, il film uscì nelle sale cinematografiche statunitensi il 20 settembre 1915.